# Copyfraud

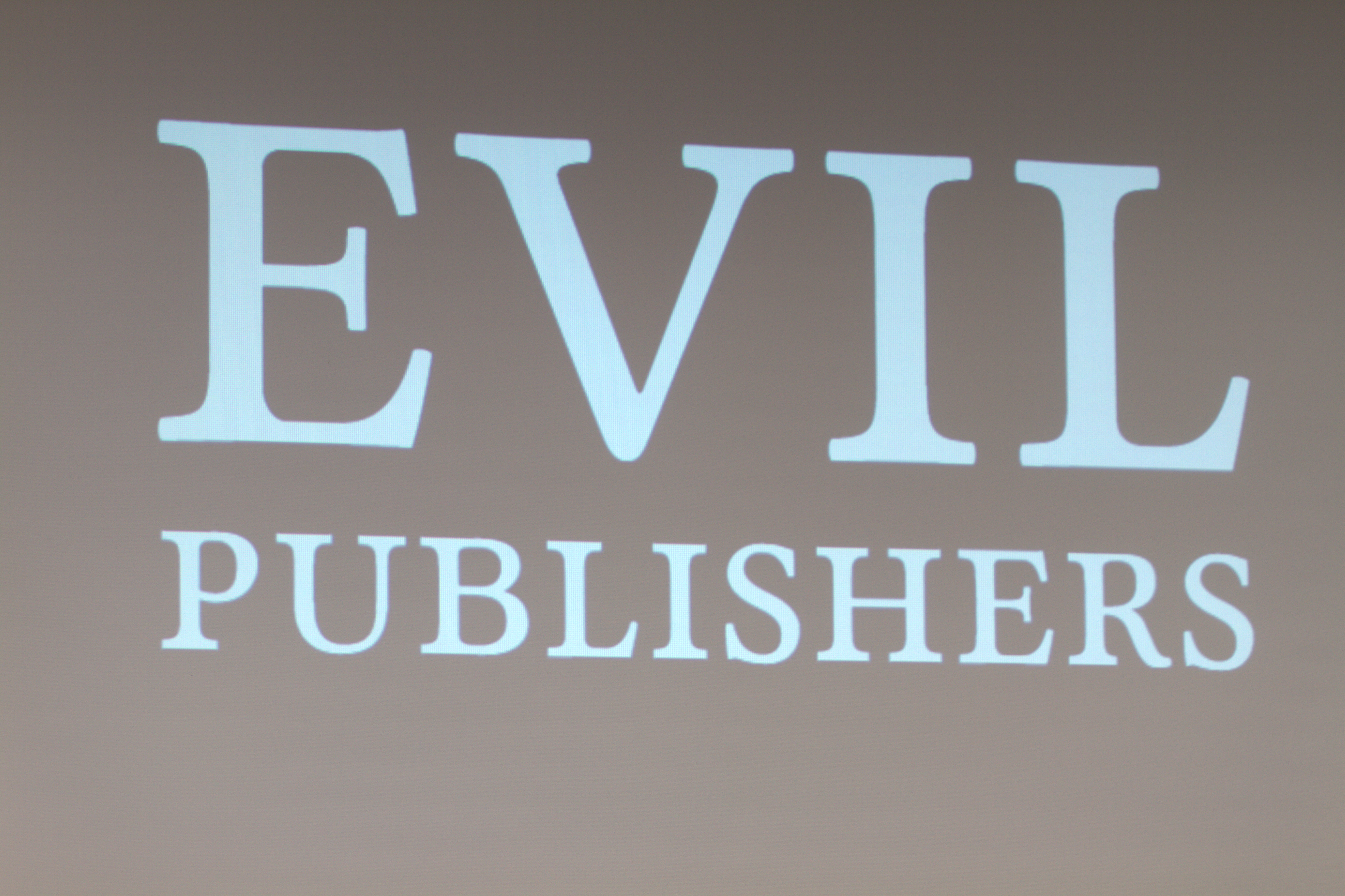
Illustration sur le copyfraud lors de Wikimania 2012.

Un copyfraud est une déclaration de possession de droit d'auteur frauduleuse faite dans le but d'acquérir le contrôle d'une œuvre quelconque. La définition a été proposée en 2006 par Jason Mazzone, un professeur associé en droit à la Brooklyn Law School.

## Définition
Le copyfraud est une fausse déclaration de droit d'auteur. Cela induit une protection frauduleuse d'un contenu libre d'accès afin d'en contrôler l'usage, par exemple mettre un copyright sur des œuvres élevées dans le domaine public.
Mazzone identifie quatre cas types de copyfraud :
1. Déclarer posséder des droits d'auteur sur une œuvre du domaine public[2] ;
2. Imposer, notamment par le titulaire des droits, des restrictions d'utilisation allant au-delà de ce que la loi permet[3] ;
3. Déclarer posséder des droits d'auteur sur la base de possession de copies ou d'archives d'une œuvre[4] ;
4. Déclarer posséder des droits d'auteur en publiant un travail du domaine public sous un support différent[5].

Mazzone affirme que la copyfraud est généralement couronnée de succès puisqu'il y a peu de lois contrant les fausses déclarations de possession de droit d'auteur :

« Les lois sur la propriété intellectuelle souffrent d'une grave défaillance : les importantes garanties apportées au respect du droit d'auteur ne sont pas du tout compensées par des garanties comparables pour le domaine public. »

Ainsi, aux États-Unis, le Copyright Act ne prévoit aucune peine concernant les fausses déclarations de possession de droit d'auteur sur une œuvre du domaine public. Il ne prévoit aucun recours pour les individus s'étant abstenus de copier une œuvre ou ayant payé des droits d'auteur à l'entité pratiquant la copyfraud. De plus, Mazzone affirme qu'il y a généralement peu de gens qui sont suffisamment compétents pour donner un avis juridique sur le sujet. En France, le code de la propriété intellectuelle ne prévoit qu'une définition négative : le domaine public commence lorsque les droits d'auteur expirent.
Le copyfraud n'implique pas seulement un préjudice pour un particulier ou une entreprise, il aliène le patrimoine commun de la collectivité.

## Exemples
En 1984, Universal Studios attaque en justice Nintendo, car le personnage du jeu Donkey Kong ressemble à King Kong, monstre d'un film des studios Universal. Nintendo gagne le procès car le personnage de King Kong est dans le domaine public. Après trois appels, cette décision est confirmée,,.
Le personnage de Sherlock Holmes était revendiqué comme protégé, alors que les livres le mettant en scène étaient dans le domaine public,.
La chanson Joyeux Anniversaire est revendiquée comme appartenant à Warner, qui précise qu'elle n'entrera dans le domaine public qu'en 2030. La justice américaine tranche en 2015 que la chanson est en réalité dans le domaine public depuis 1921.
En Allemagne, la Fondation Wikimédia est en procès contre le musée Reiss-Engelhorn au sujet de la reproduction d'œuvres, qui apporteraient selon le musée des droits d'auteurs nouveaux. La fondation décide de demander à la Cour fédérale de juger.
En Espagne, la police procède en juin 2017 à l'arrestation d'un groupe de personnes qui modifiaient très légèrement des musiques du domaine public et s'en prétendait ayant droit, afin d'en tirer profit en profitant d'une faiblesse du système de la Société générale des auteurs et éditeurs.

### En France
Des droits d'auteur sur des manuscrits médiévaux ont été refusés à un éditeur par un tribunal en 2014.
En 2012, le conseil départemental de Dordogne déclare posséder les droits d'auteurs sur les peintures de la grotte de Lascaux et tente de faire condamner ZK Production pour contrefaçon.
En 2013, la députée Isabelle Attard dépose une proposition de loi de consécration du domaine public, dont l'article 7 prévoit des sanctions pénales envers ceux qui pratiquent le copyfraud.
L'Agence France-Presse a déclaré en 2016 posséder des droits d'auteurs et a réclamé des paiements sur une photographie de Neil Armstrong, pourtant placée dans le domaine public par la NASA.
Lors du vote de la loi pour une République numérique en 2016, le cabinet de Fleur Pellerin, ministre de la Culture, déclare « l'affirmation d'un développement croissant des pratiques de copyfraud n'a en aucune façon été démontrée ». Cependant, un amendement en faveur de la sanction de telles pratiques est approuvé à l'Assemblée nationale.
Lors du premier Festival du domaine public, une cérémonie parodique, les « Copyfraud Awards », s'est déroulée le 31 janvier 2015 à l'initiative de Savoirscom1.